# Beijing Senova X25

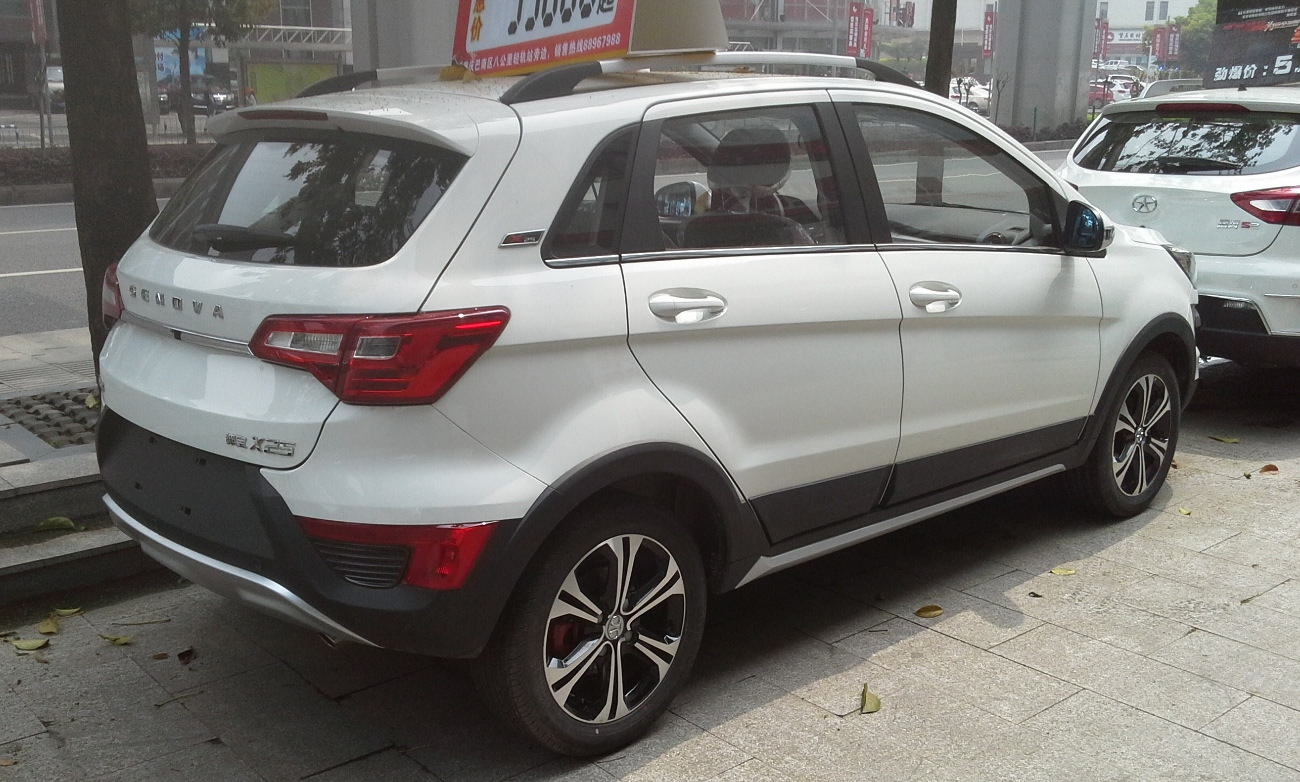
Heckansicht

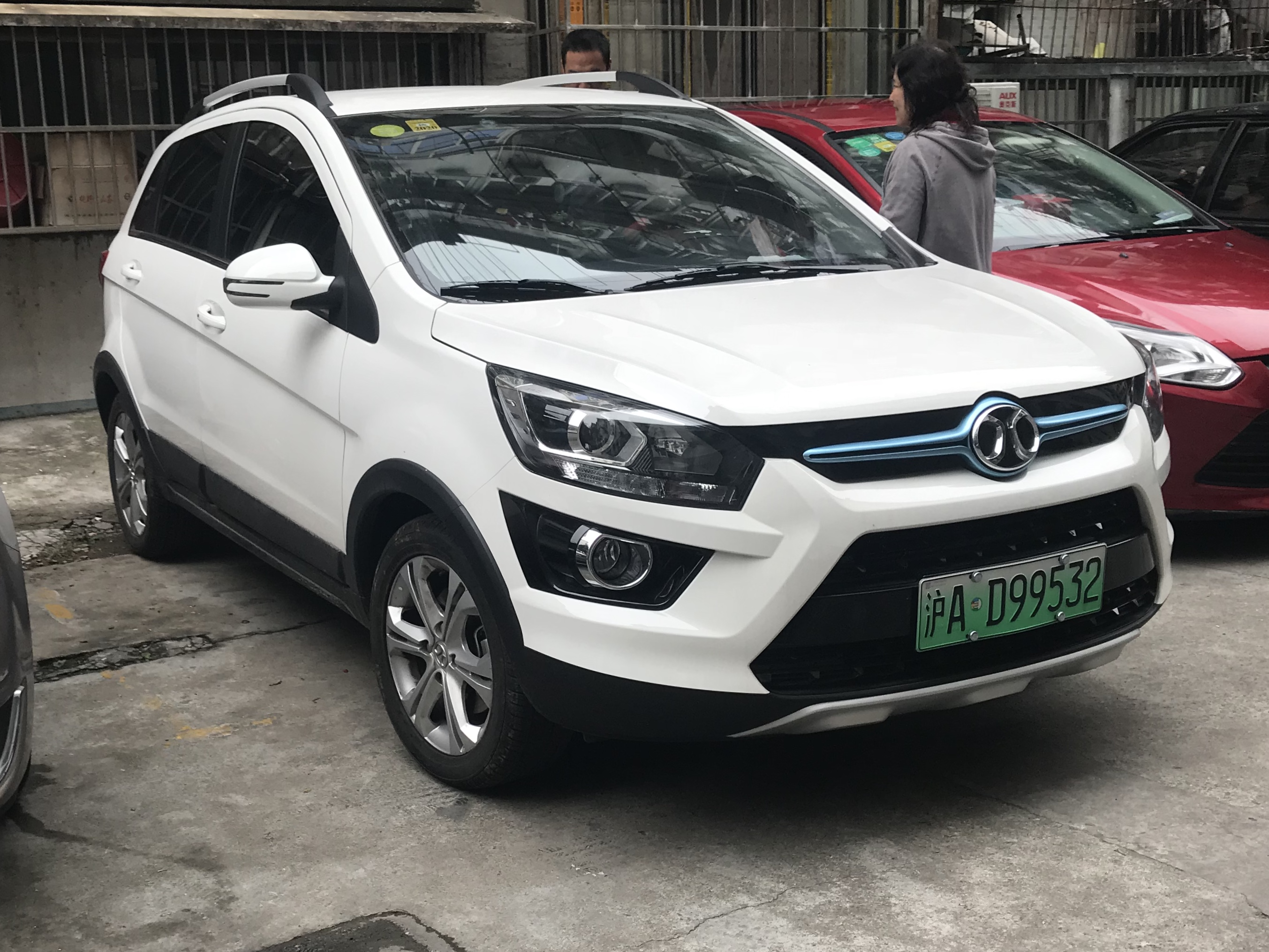
BJEV EX360 (seit 2018)

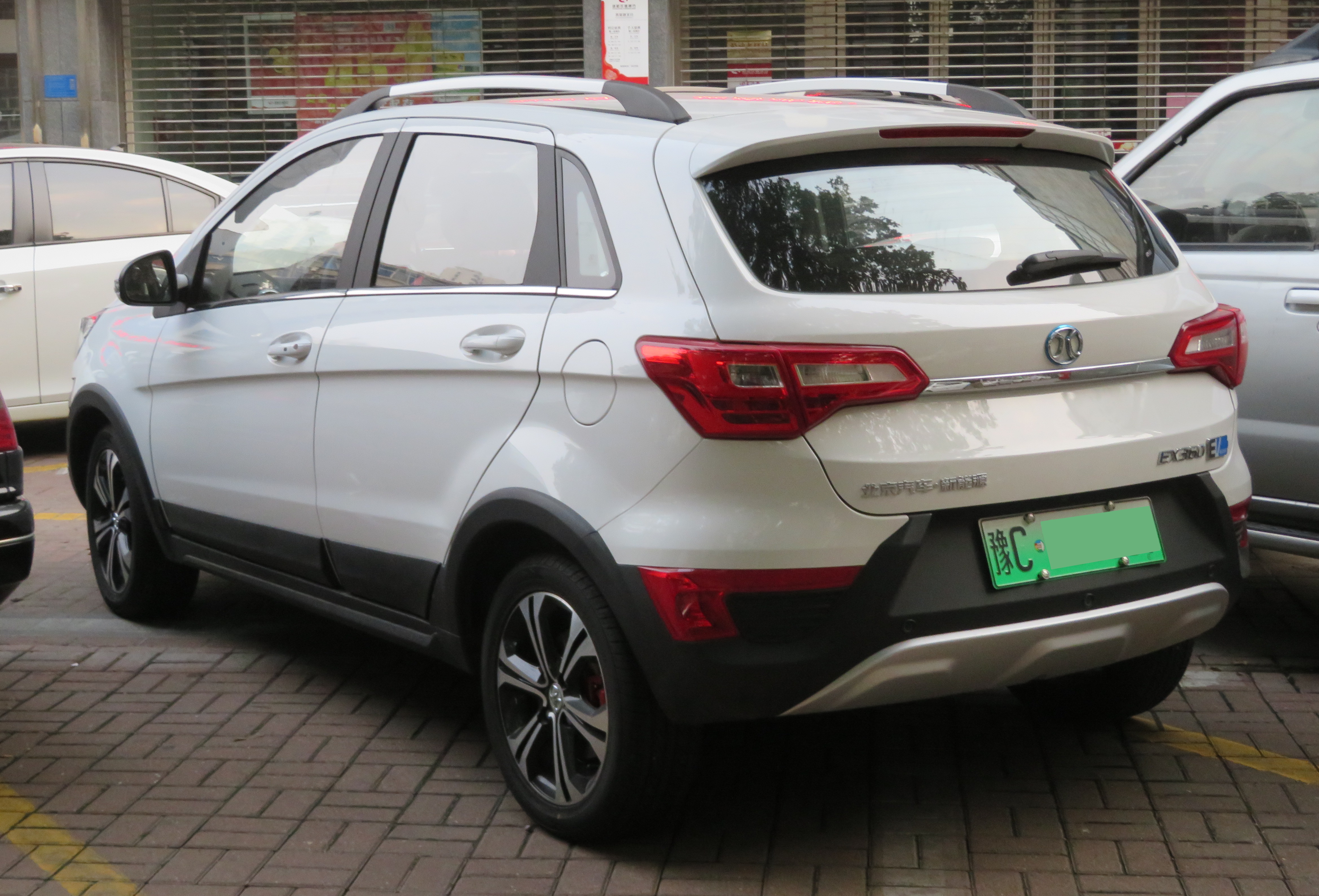
Heckansicht

Der Beijing Senova X25 ist ein Crossover-SUV der chinesischen Beijing Motor Corporation. Die Marke lautet Beijing und die Submarke Senova. Der Hersteller selber bezeichnet Senova als Series.

## Geschichte
Vorgestellt wurde das Fahrzeug im Rahmen der Chengdu Auto Show im September 2015. Es basiert auf dem zwischen 2014 und 2017 gebauten Beijing Senova D20 und ist unterhalb des Beijing Senova X35 positioniert. Ab Dezember 2015 wurde das SUV in China verkauft. Ab Ende 2016 wurde der X25 über den Importeur Indimo in Deutschland angeboten. Auch in vielen Staaten Lateinamerikas ist der Wagen erhältlich.
Der seit März 2016 in China angebotene Changhe Q25 baut auf dem Beijing Senova X25 auf.

## Technische Daten
Angetrieben wird der Beijing Senova X25 von einem 1,5-Liter-Ottomotor mit 85 kW (116 PS) von Mitsubishi Motors. Serienmäßig hat das SUV ein 5-Gang-Schaltgetriebe, wahlweise ist ein 4-Stufen-Automatikgetriebe erhältlich. Allradantrieb ist nicht verfügbar.
|                                             | 1.5                           |
| Bauzeitraum                                 | 12/2015–03/2019               |
| Motorkenndaten                              |                               |
| Motortyp                                    | Reihen-Vierzylinder-Ottomotor |
| Motoraufladung                              | —                             |
| Hubraum                                     | 1499 cm³                      |
| max. Leistung bei min−1                     | 85 kW (116 PS) / 6000         |
| max. Drehmoment bei min−1                   | 148 Nm / 3800                 |
| Kraftübertragung                            |                               |
| Antrieb, serienmäßig                        | Vorderradantrieb              |
| Getriebe, serienmäßig                       | 5-Gang-Schaltgetriebe         |
| Getriebe, optional                          | (4-Stufen-Automatikgetriebe)  |
| Messwerte                                   |                               |
| Höchstgeschwindigkeit                       | 180 km/h                      |
| Beschleunigung, 0–100 km/h                  | k. A.                         |
| Kraftstoffverbrauch auf 100 km (kombiniert) | 6,1 l Super (6,8 l Super)     |
| Tankinhalt                                  | 45 l                          |

Werte in runden Klammern gelten für Modelle mit optionalem Getriebe.

## BJEV EX360
Unter der Marke BJEV wird seit April 2018 auch eine batterieelektrisch angetriebene Variante des X25 als BJEV EX360 in China angeboten. Das Fahrzeug wird von einem 80 kW (109 PS) starken Elektromotor mit 230 Nm Drehmoment angetrieben und soll in rund zehn Sekunden auf 100 km/h beschleunigen. Die Höchstgeschwindigkeit gibt der Hersteller mit abgeregelten 125 km/h an. Der 48 kWh Lithium-Ionen-Akkumulator soll eine Reichweite von rund 300 km bei gemischter Fahrweise ermöglichen. Seit August 2018 ist die batterieelektrisch angetriebene Version auch in Paraguay erhältlich.